# Diopsiulus biroi
Diopsiulus biroi är en mångfotingart som beskrevs av Filippo Silvestri 1916. Diopsiulus biroi ingår i släktet Diopsiulus och familjen Stemmiulidae. Inga underarter finns listade i Catalogue of Life.